# Henriksenskjera
Henriksenskjera är en kulle i Antarktis. Den ligger i Östantarktis. Norge gör anspråk på området. Toppen på Henriksenskjera är 1 310 meter över havet, eller 10 meter över den omgivande terrängen. Bredden vid basen är 1,2 km.
Terrängen runt Henriksenskjera är platt åt nordost, men åt sydväst är den kuperad.  Trakten är obefolkad. Det finns inga samhällen i närheten.